# XDCAM

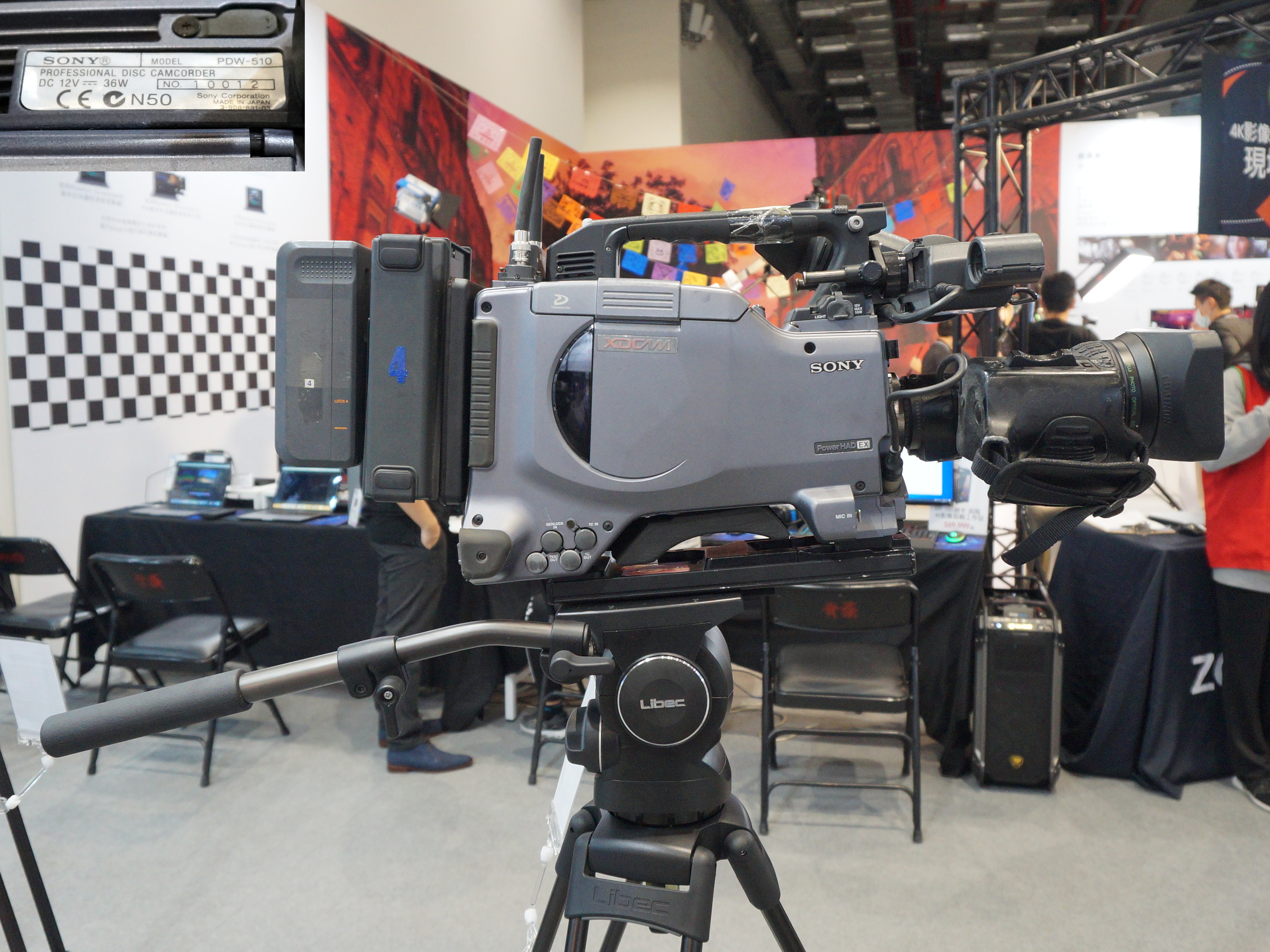
XDCAM Camcorder (DVCAM) PDW-510

XDCAM es la serie de productos para grabación de vídeo utilizando medios no lineales, introducida por Sony en 2003. Existen cuatro líneas de productos diferentes —XDCAM SD, XDCAM HD, XDCAM EX y XDCAM HD422— que difieren en los tipos de codificador utilizado, el tamaño de la imagen, el tipo de contenedor y los soportes de grabación.
Ninguno de los nuevos productos ha hecho obsoletas las líneas anteriores de productos. Sony sostiene que los diferentes formatos dentro de la familia XDCAM han sido diseñados para cumplir con diferentes aplicaciones y las limitaciones presupuestarias. El rango de productos XDCAM incluye cámaras y reproductores los cuales hacen las funciones de los tradicionales magnetoscopios, haciendo posible que los discos XDCAM puedan ser utilizados junto con los sistemas tradicionales basados en cintas. Estos reproductores pueden servir como unidades de acceso aleatorio para importar fácilmente los archivos de vídeo en sistemas de edición no lineal (NLE) a través de IEEE 1394 y Ethernet. 
En septiembre del 2008, JVC anunció su alianza con Sony para soportar el formato XDCAM EX.
En agosto del 2009, Convergent Design comenzó la producción del nanoFlash Portable Recorder, que utiliza el codec de Sony XDCAM HD422.

## Métodos de compresión

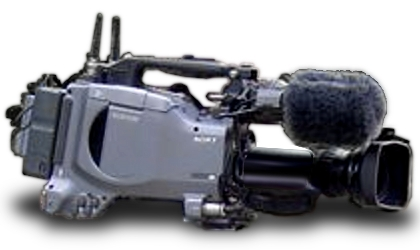
Cámara que graba en formato XDCAM

El formato XDCAM utiliza varios métodos de compresión, formatos y resoluciones.
El vídeo se graba con esquemas de compresión DV, MPEG-2 o MPEG-4. DV es utilizado para vídeo de definición estándar (SD), MPEG-2 se utiliza tanto para vídeo de alta definición (HD) como estándar, mientras que MPEG-4 es utilizado como vídeo proxy.
El audio es grabado como PCM sin compresión para todos los formatos excepto para el vídeo proxy, que utiliza una compresión Ley-A.
El equipo que utiliza el Professional Disc como soporte de grabación cuenta con contenedores MXF de audio/vídeo.
Las videocámaras graban vídeo con formato XDCAM EX en encapsulado MP4 de alta definición de audio y vídeo, y AVI-DV también en MP4 en definición estándar. Las cámaras de vídeo JVC que usan XDCAM EX como formato de grabación también son capaces de grabar en un contenedor QuickTime además de usar contenedor MP4.

## Formatos de grabación
MPEG IMX permite la grabación en definición estándar, usando codificación MPEG-2 con tasas de datos de 30, 40 o 50 megabits por segundo. A diferencia de la mayoría de las implementaciones de MPEG-2, IMX usa compresión intracuadro, con cada cuadro teniendo exactamente el mismo tamaño en bytes para simplificar la grabación en cinta. Sony afirma que, a 50 Mbit/s, ofrece una calidad visual que es comparable a la del Betacam Digital.
MPEG IMX no es soportado por la gama de producto XDCAM EX.
DVCAM usa codificación DV estándar, a 25 Mbit/s, y es compatible con la mayoría de los sistemas de edición. Algunos camcorders que permiten la grabación DVCAM pueden grabar vídeo de barrido progresivo.
MPEG HD se usa en todas las gamas de producto, excepto en XDCAM SD. Este formato soporta múltiples tamaños de cuadro, frecuencias de cuadro, tipos de barrido y calidades. Dependiendo de la gama de producto o de un modelo en particular, puede que no todos los modos de este formato estén disponibles.
MPEG HD422 duplica la resolución de color, comparado con las anteriores generaciones de formatos de alta definición XDCAM. Para acomodar el detalle de color mejorado, el flujo de vídeo se ha aumentado a 50 Mbit/s.
Proxy AV se usa para grabar vídeos proxy de baja resolución. Este formato emplea codificación de vídeo MPEG-4 a 1.5 Mbit/s (resolución CIF), con 64 kbit/s (8 kHz A-law, calidad ISDN) para cada canal de audio.
| Nombre de soporte | Formato     | Codificación de vídeo | Profundidad de bits | Muestreo de color | Tamaño de cuadro    | Frecuencia de cuadro y tipo de barrido | Flujo de vídeo, Mbit/s       | Codificación de audio                         |
| ----------------- | ----------- | --------------------- | ------------------- | ----------------- | ------------------- | -------------------------------------- | ---------------------------- | --------------------------------------------- |
| DVCAM             | MXF, DV-AVI | DV                    | 8                   | 4:2:0             | 720x576             | 25i, 25p                               | 25 (CBR)                     | PCM 4 ch/16 bit/48 kHz                        |
| DVCAM             | MXF, DV-AVI | DV                    | 8                   | 4:1:1             | 720x480             | 29.97i, 29.97p                         | 25 (CBR)                     | PCM 4 ch/16 bit/48 kHz                        |
| MPEG IMX          | MXF         | MPEG-2 422P@ML        | 8                   | 4:2:2             | 720x576             | 25i, 25p                               | 30 (CBR), 40 (CBR), 50 (CBR) | PCM 8 ch/16 bit/48 kHz, or 4 ch/24 bit/48 kHz |
| MPEG IMX          | MXF         | MPEG-2 422P@ML        | 8                   | 4:2:2             | 720x480             | 29.97i, 29.97p, 23.98p                 | 30 (CBR), 40 (CBR), 50 (CBR) | PCM 8 ch/16 bit/48 kHz, or 4 ch/24 bit/48 kHz |
| MPEG HD           | MXF, MP4    | MPEG-2 MP@HL          | 8                   | 4:2:0             | 1920x1080           | 29.97i, 25i, 29.97p, 25p, 23.98p       | 35 (VBR)                     | PCM 4 ch/16 bit/48 kHz                        |
| MPEG HD           | MXF, MP4    | MPEG-2 MP@HL          | 8                   | 4:2:0             | 1440x1080           | 29.97i, 29.97p, 23.98p (pulldown), 25p | 18 (VBR), 25 (CBR), 35 (VBR) | PCM 4 ch/16 bit/48 kHz                        |
| MPEG HD           | MXF, MP4    | MPEG-2 MP@HL          | 8                   | 4:2:0             | 1280x720            | 59.94p, 29.97p, 23.98p, 50p, 25p       | 25 (CBR), 35 (VBR), 19 (CBR) | PCM 4 ch/16 bit/48 kHz                        |
| MPEG HD422        | MXF         | MPEG-2 422P@HL        | 8                   | 4:2:2             | 1920x1080           | 29.97i, 25i, 29.97p, 25p, 23.98p       | 50 (CBR)                     | PCM 8 ch/24 bit/48 kHz, or 4 ch/24 bit/48 kHz |
| MPEG HD422        | MXF         | MPEG-2 422P@HL        | 8                   | 4:2:2             | 1280x720            | 59.94p, 50p, 23.98p (pulldown)         | 50 (CBR)                     | PCM 8 ch/24 bit/48 kHz, or 4 ch/24 bit/48 kHz |
| Proxy AV          | ?           | MPEG-4 Part-2 (ASP)   | 8                   | ?                 | CIF (50i - 352x288) | ?                                      | 1.5                          | A-Law 4 ch/8 bit/8 kHz                        |

Nota
1. ↑  720p @ 19 Mbit/s es ofrecido por JVC y equivale a HDV 720p